# 이호균 (야구인)
이호균(1977년 9월 18일 ~ )은 전 KBO 리그 야구 선수의 외야수이다.

## 출신학교
- 1993년 ~ 1996년 : 배명고등학교